# Llista dels museus d'art més visitats del món

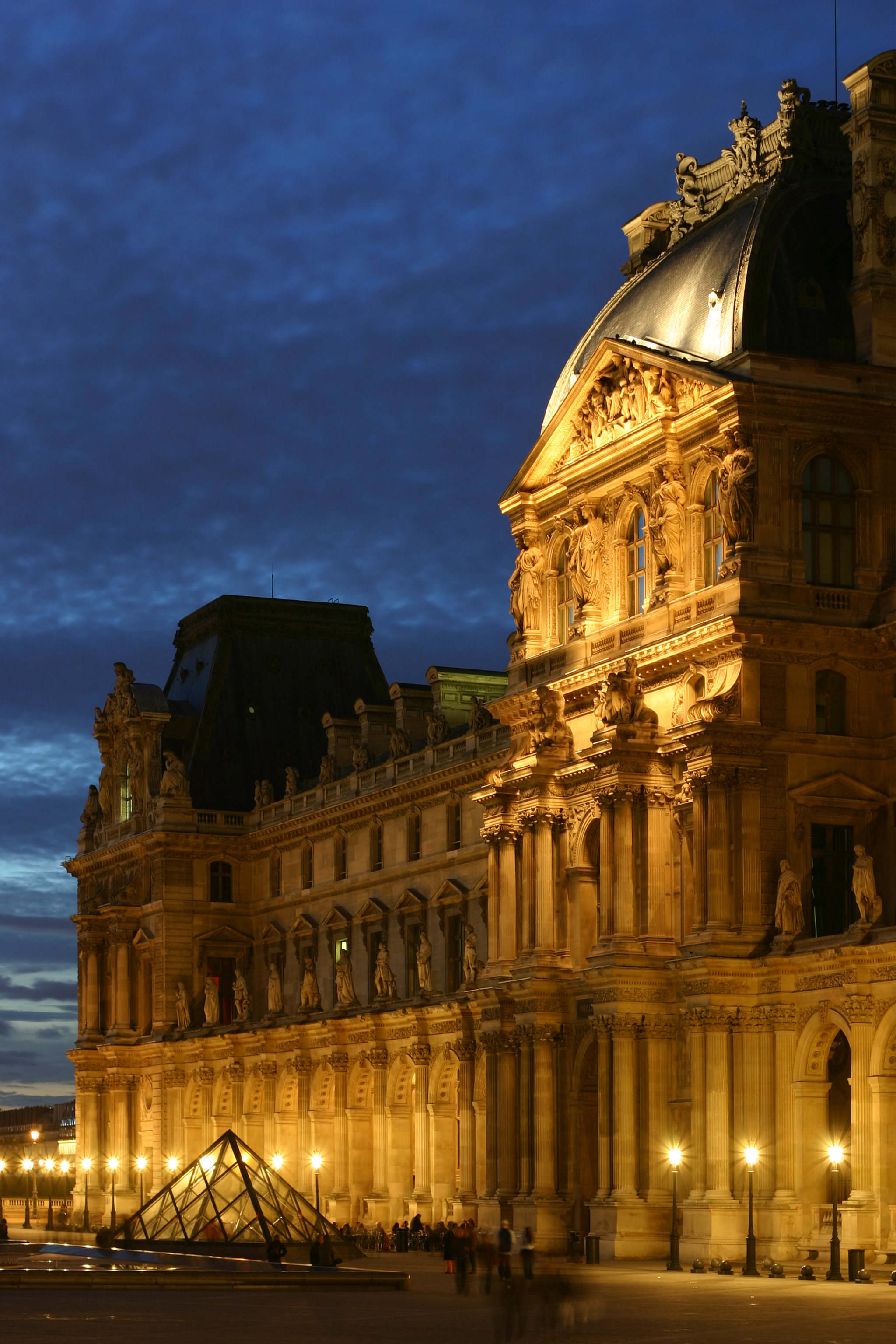
El Palau del Louvre

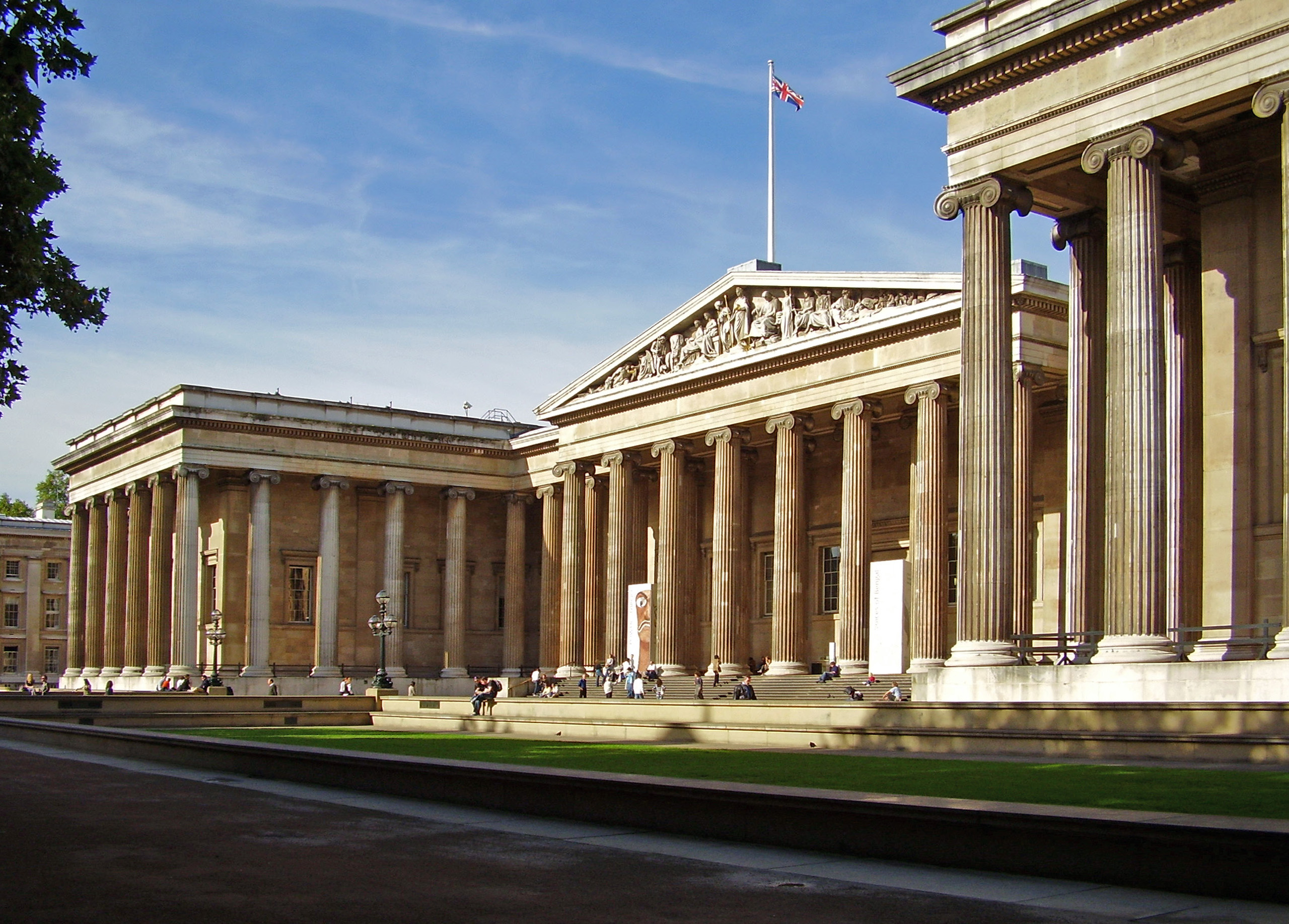
Museu Britànic

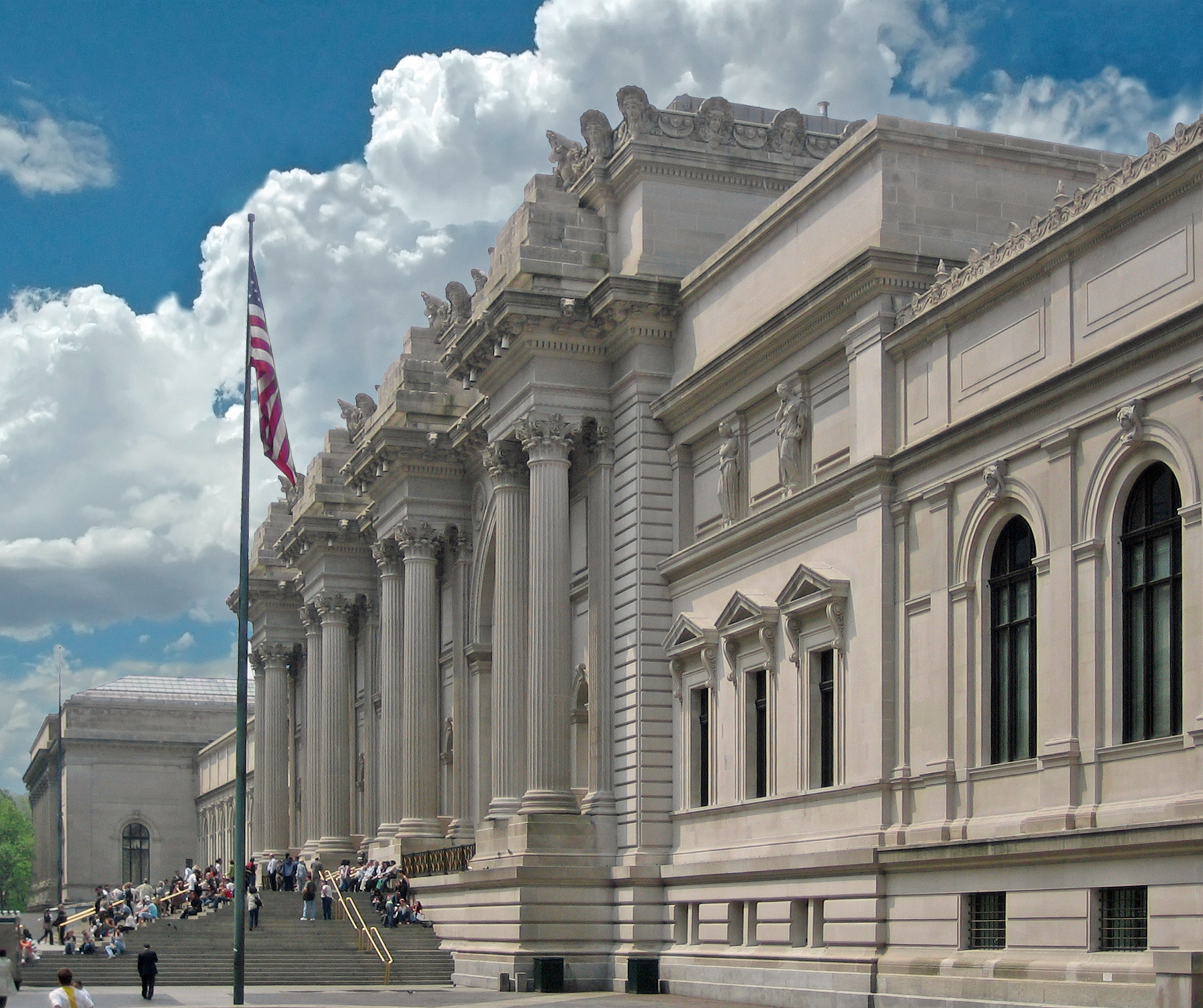
Metropolitan Museum of Art

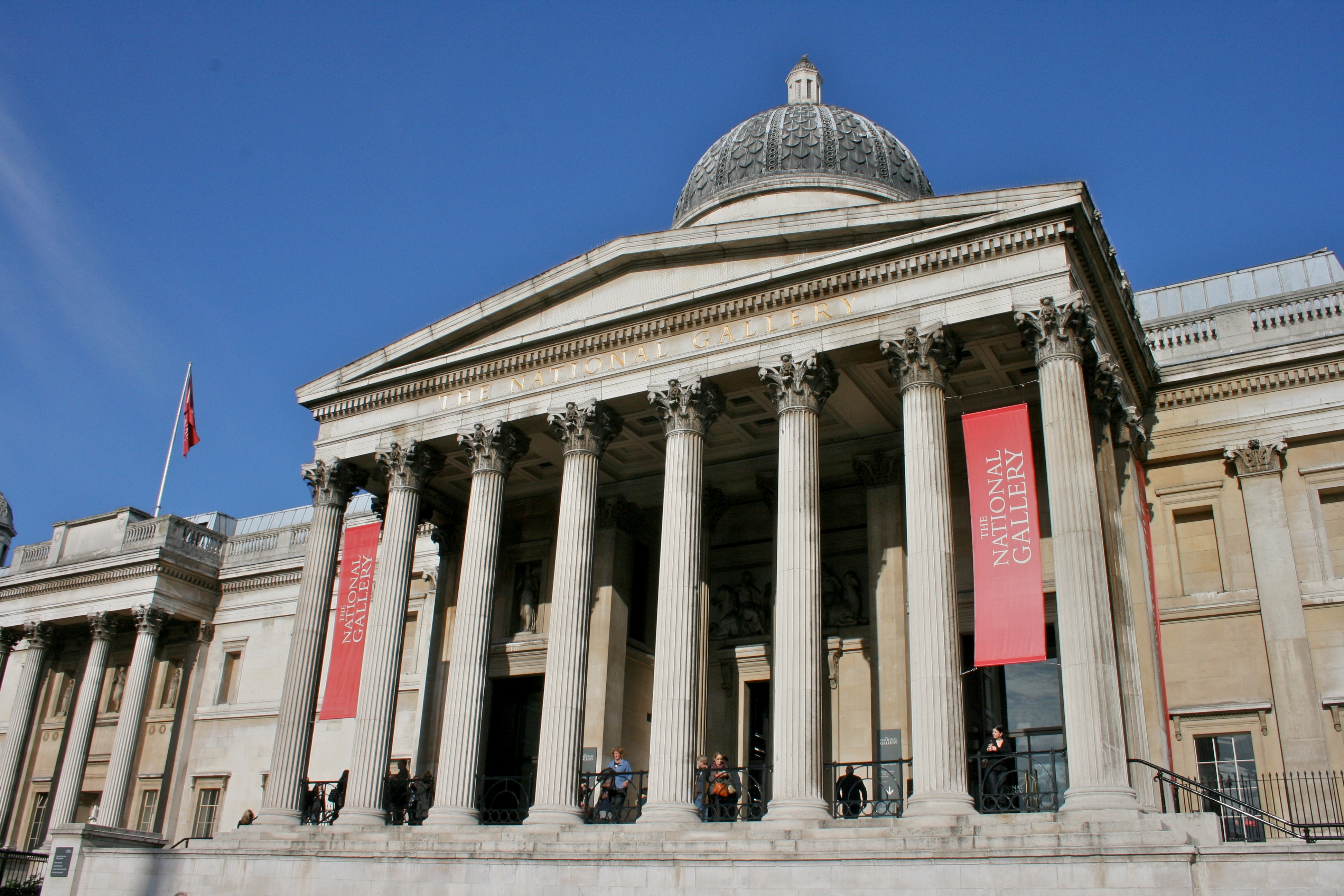
National Gallery

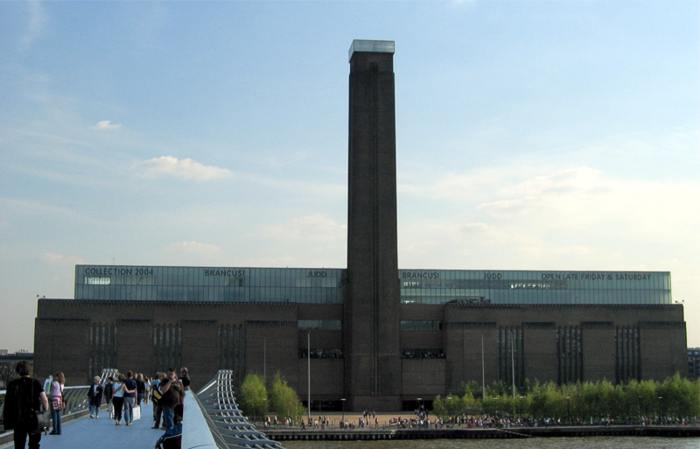
Tate Modern

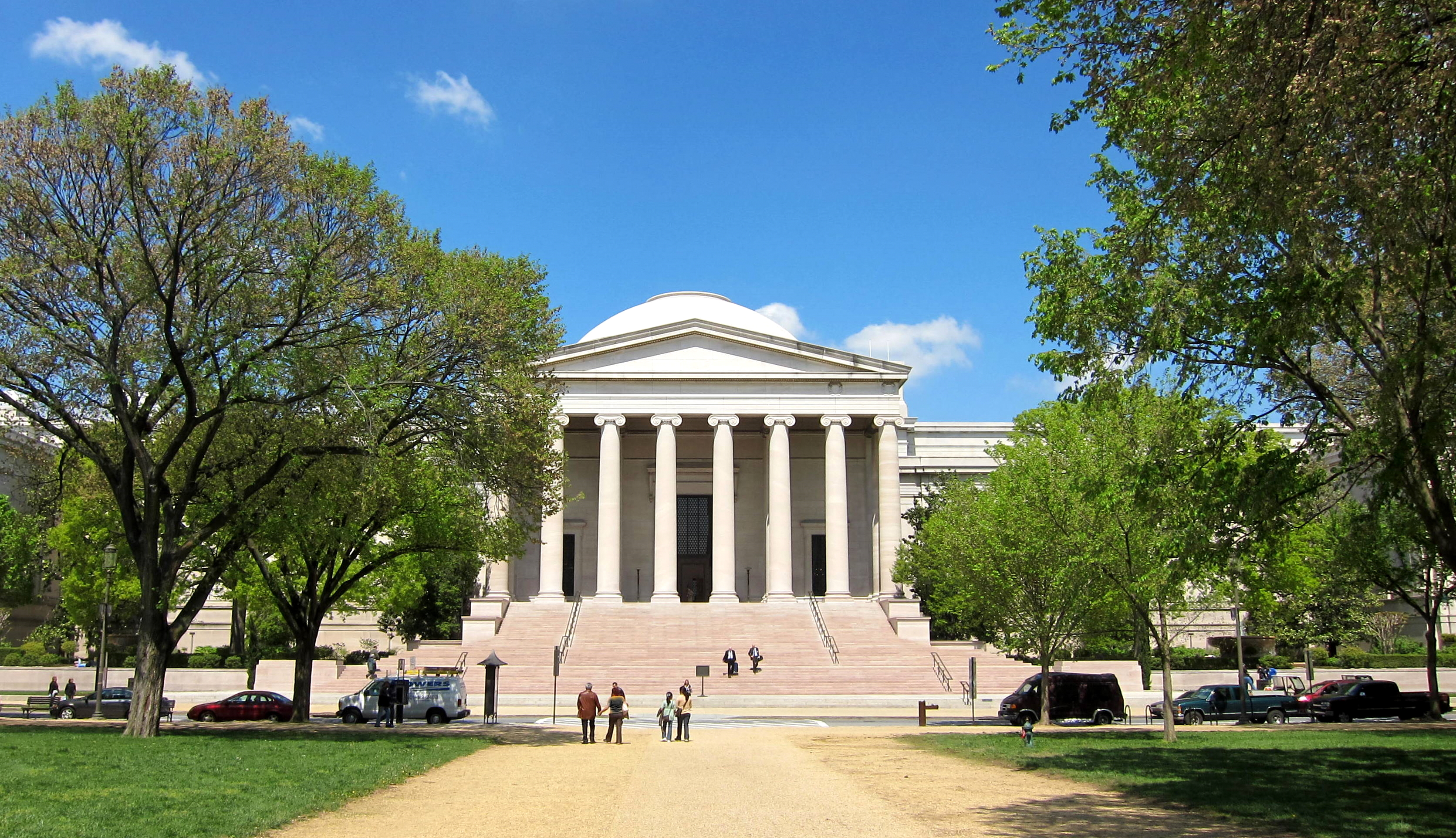
National Gallery of Washington

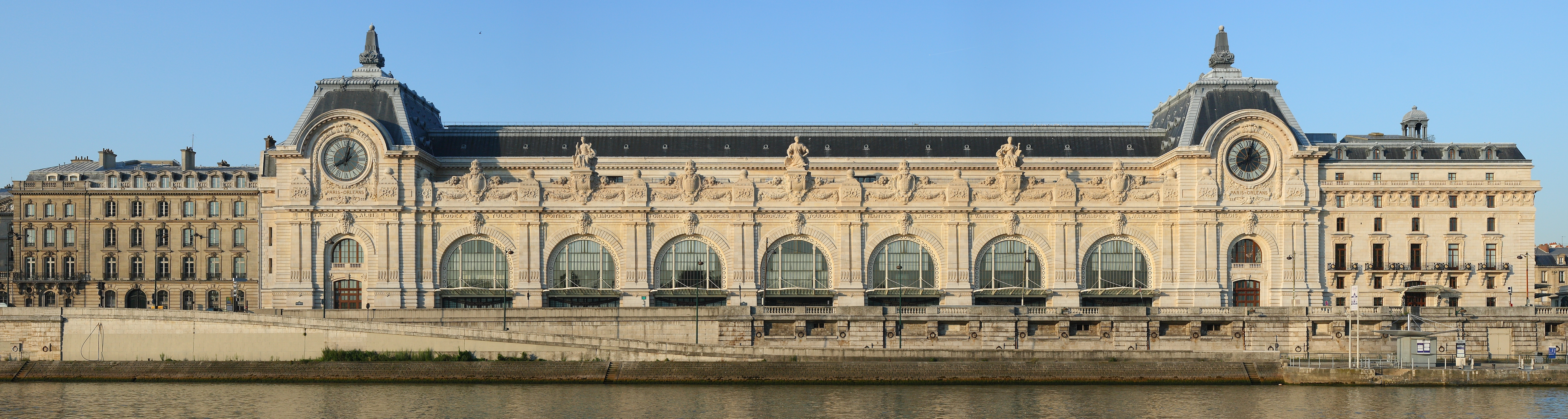
Musée d'Orsay

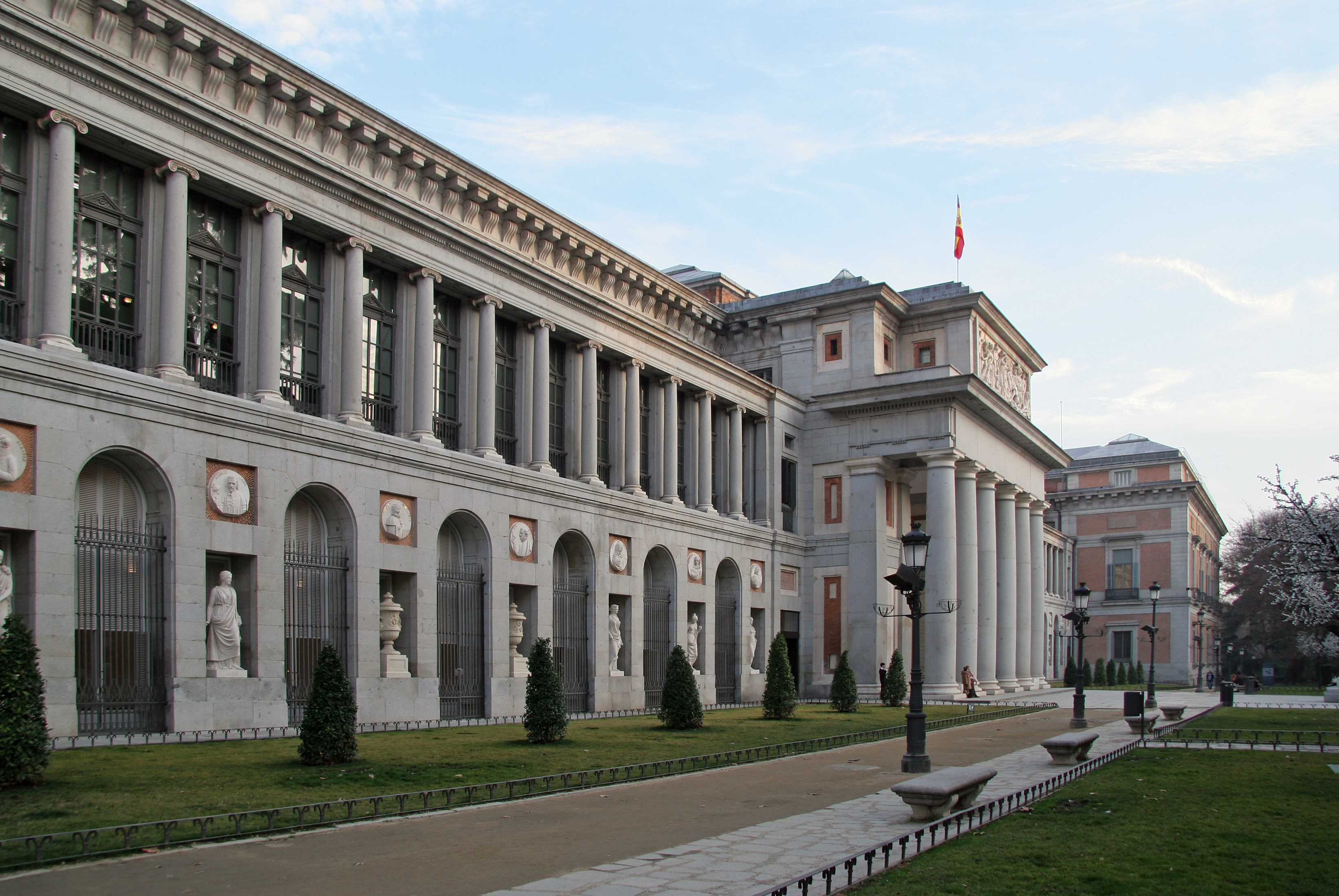
Museo del Prado

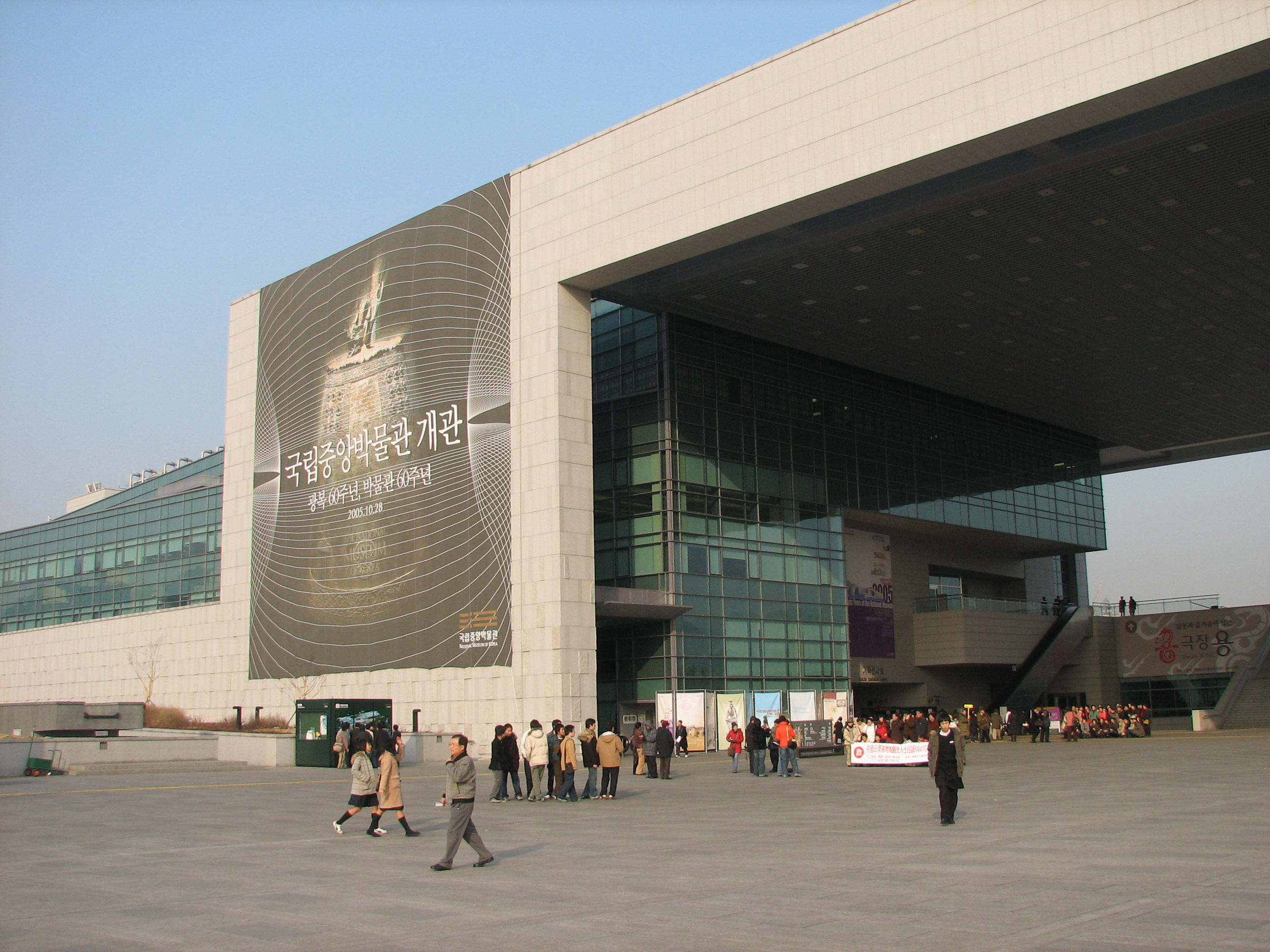
Museu Nacional de Corea

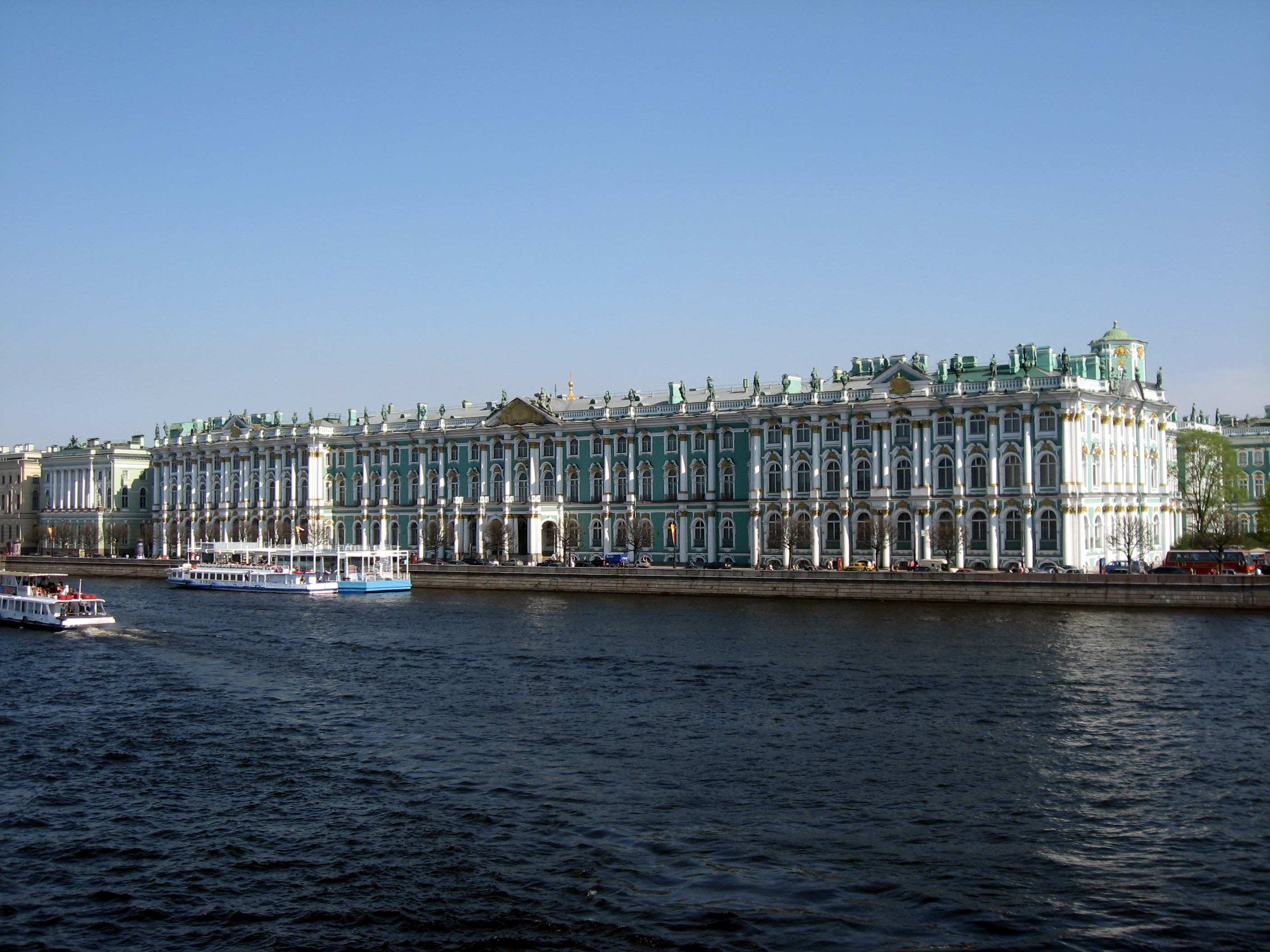
Museu de l'Hermitage Museum

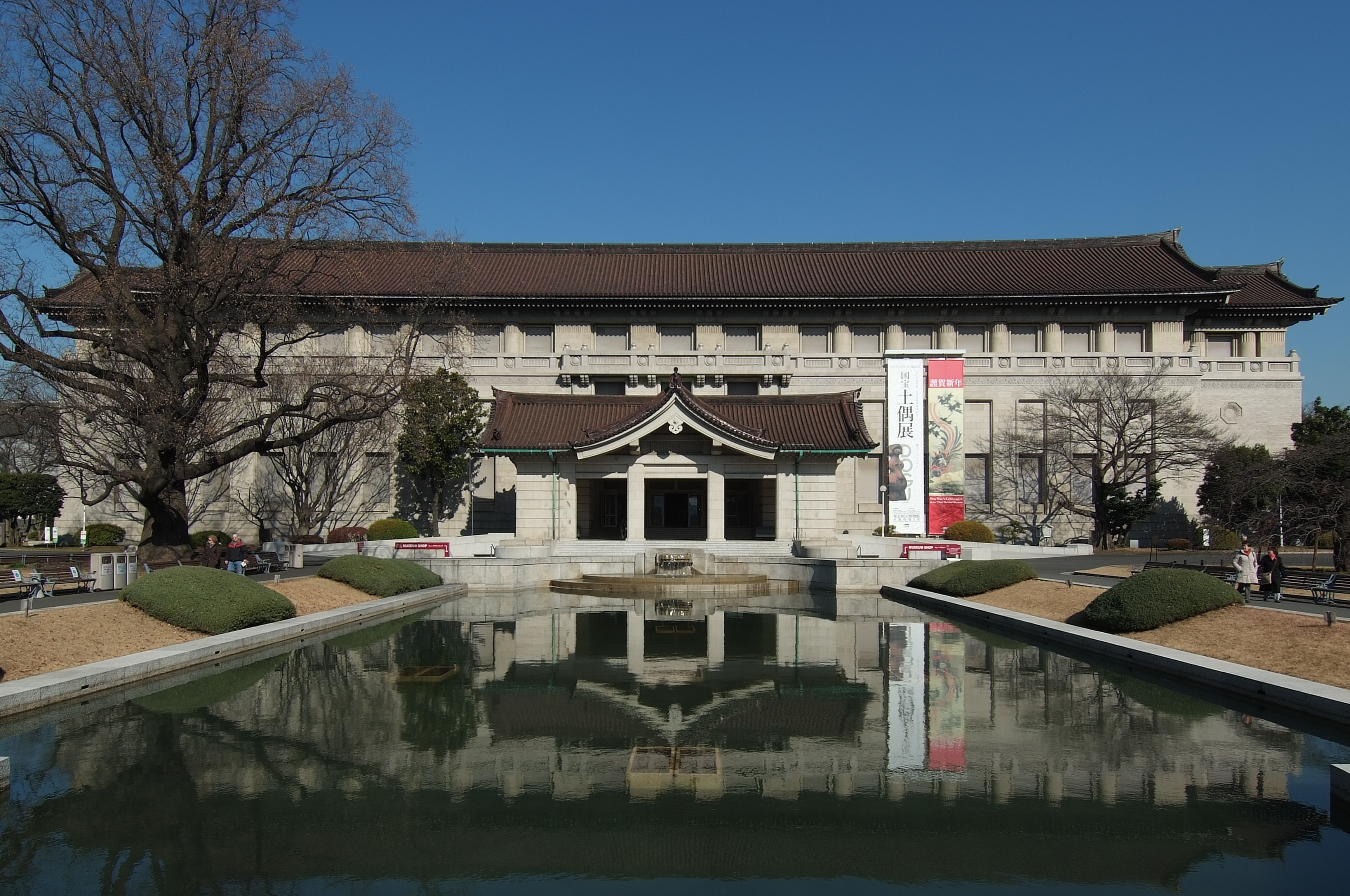
Museu Nacional de Tòquio

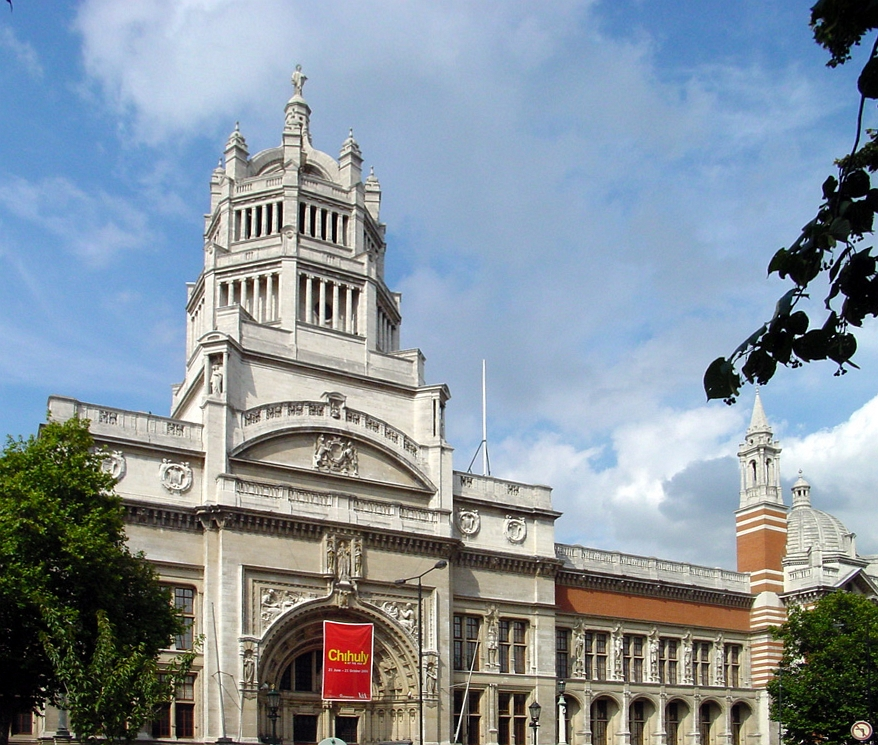
Victoria and Albert Museum

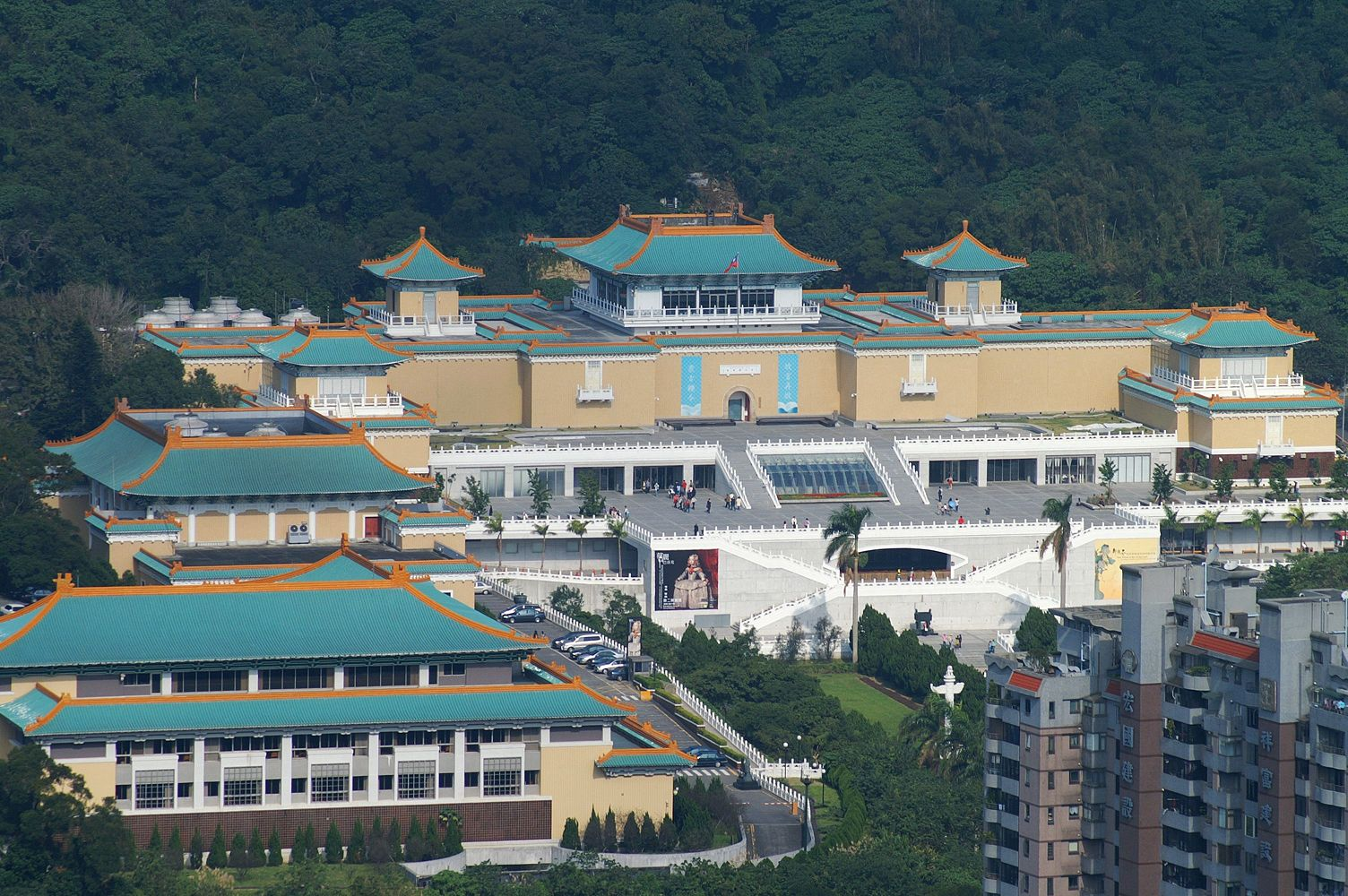
Museu Nacional del Palau, Taipei, Taiwan

La llista dels museus d'art més visitats del món enumera els museus d'art més visitats del món. Aquesta llista de 100 institucions es basa en la llista publicada per The Art Newspaper el 2009. Estats Units és el país amb més museus a la llista, mentre que la ciutat que apareix més cops és Londres, amb 10 museus. No apareix cap institució d'Àfrica ni d'Amèrica del Sud. És notable que diversos dels museus d'art més importants, com el Museu del Palau de Beijing, que anualment atrau 7 milions de visitants, i els Museus Vaticans de Roma, amb 4.310.083 visitants el 2007, no van ser inclosos a la llista.
| Posició | Museu                                                                  | Ciutat           | País          | Visitants |
| ------- | ---------------------------------------------------------------------- | ---------------- | ------------- | --------- |
| 1       | Musée du Louvre                                                        | París            | França        | 8,500,000 |
| 2       | Museu Britànic                                                         | Londres          | Regne Unit    | 5,569,981 |
| 3       | Metropolitan Museum of Art                                             | Nova York        | Estats Units  | 4,891,450 |
| 4       | National Gallery de Londres                                            | Londres          | Regne Unit    | 4,780,030 |
| 5       | Tate Modern                                                            | Londres          | Regne Unit    | 4,747,537 |
| 6       | National Gallery of Art                                                | Washington, D.C. | Estats Units  | 4,605,606 |
| 7       | Centre Georges Pompidou                                                | París            | França        | 3,530,000 |
| 8       | Musée d'Orsay                                                          | París            | França        | 3,022,012 |
| 9       | Museo del Prado                                                        | Madrid           | Espanya       | 2,763,094 |
| 10      | Museu Nacional de Corea del Sud (국립중앙박물관)                       | Seül             | Corea del Sud | 2,730,204 |
| 11      | Museu Nacional del Palau                                               | Taipei           | Taiwan        | 2,574,804 |
| 12      | Museu de l'Hermitage (Государственный Эрмитаж)                         | Sant Petersburg  | Rússia        | 2,426,203 |
| 13      | Tokyo National Museum (東京国立博物館)                                 | Tokyo            | Japó          | 2,273,634 |
| 14      | Victoria and Albert Museum                                             | Londres          | Regne Unit    | 2,269,900 |
| 15      | Museo Nacional Centro de Arte Reina Sofía                              | Madrid           | Espanya       | 2,087,415 |
| 16      | National Portrait Gallery                                              | Londres          | Regne Unit    | 1,961,843 |
| 17      | Art Institute of Chicago                                               | Chicago          | Estats Units  | 1,846,889 |
| 18      | M. H. de Young Memorial Museum                                         | San Francisco    | Estats Units  | 1,840,812 |
| 19      | Kremlin Armoury (Оружейная палата)                                     | Moscou           | Rússia        | 1,572,171 |
| 20      | Galleria degli Uffizi                                                  | Florència        | Itàlia        | 1,530,318 |
| 21      | The National Museum of Western Art (国立西洋美術館)                    | Tokyo            | Japó          | 1,513,249 |
| 22      | Tate Britain                                                           | Londres          | Regne Unit    | 1,501,837 |
| 23      | Mori Art Museum (森美術館)                                             | Tòquio           | Japó          | 1,500,000 |
| 24      | Musée du quai Branly                                                   | París            | França        | 1,496,438 |
| 25      | Museu van Gogh                                                         | Amsterdam        | Països Baixos | 1,451,139 |
| 26      | Kelvingrove Art Gallery and Museum                                     | Glasgow          | Regne Unit    | 1,368,096 |
| 27      | Art Gallery of New South Wales                                         | Sydney           | Austràlia     | 1,312,762 |
| 28      | The Children's Museum of Indianapolis                                  | Indianapolis     | Estats Units  | 1,300,000 |
| 29      | Galeria Tretiakov (Государственная Третьяковская Галерея)              | Moscou           | Rússia        | 1,283,401 |
| 30      | Museum of Fine Arts, Houston                                           | Houston          | Estats Units  | 1,274,774 |
| 31      | Royal Academy of Arts                                                  | Londres          | Regne Unit    | 1,267,784 |
| 32      | Museu Guggenheim                                                       | Nova York        | Estats Units  | 1,263,111 |
| 33      | Galeria Saatchi                                                        | Londres          | Regne Unit    | 1,260,840 |
| 34      | Palau Ducal                                                            | Venècia          | Itàlia        | 1,216,799 |
| 35      | National Portrait Gallery                                              | Washington, D.C. | Estats Units  | 1,186,493 |
| 36      | Getty Center                                                           | Los Angeles      | Estats Units  | 1,153,903 |
| 37      | Museu d'Història de l'Art de Viena                                     | Viena            | Àustria       | 1,140,959 |
| 38      | Accademia di Belle Arti Firenze                                        | Florència        | Itàlia        | 1,130,136 |
| 39      | Museu de Pèrgam                                                        | Berlín           | Alemanya      | 1,093,000 |
| 40      | Museu Picasso                                                          | Barcelona        | Catalunya     | 1,061,106 |
| 42      | Smithsonian American Art Museum                                        | Washington, D.C. | Estats Units  | 1,002,300 |
| 43      | The National Art Center, Tokyo (国立新美術館)                          | Tòquio           | Japó          | 994,307   |
| 44      | Pinacothèque de Paris                                                  | París            | França        | 972,000   |
| 45      | Feer and Sackler Galleries                                             | Washington, D.C. | Estats Units  | 968,649   |
| 46      | Museum of Fine Arts, Boston                                            | Boston           | Estats Units  | 926,545   |
| 47      | Dallas Museum of Art                                                   | Dallas           | Estats Units  | 907,000   |
| 48      | Museo Guggenheim                                                       | Bilbao           | País Basc     | 905,048   |
| 49      | Museu Nacional d'Art de la Xina (中国美术馆)                           | Pequín           | Xina          | 900,000   |
| 50      | National Gallery Complex                                               | Edimburg         | Regne Unit    | 894,161   |
| 51      | Rijksmuseum                                                            | Amsterdam        | Països Baixos | 864,252   |
| 52      | Imperial War Museum                                                    | Londres          | Regne Unit    | 833,893   |
| 53      | National Gallery of Victoria                                           | Melbourne        | Austràlia     | 822,537   |
| 54      | Palazzo Reale di Milano                                                | Milà             | Itàlia        | 822,174   |
| 55      | Museu d'Art de Filadèlfia                                              | Philadelphia     | Estats Units  | 812,479   |
| 56      | Castell de Sant'Angelo                                                 | Roma             | Itàlia        | 804,282   |
| 57      | Museu Thyssen-Bornemisza                                               | Madrid           | Espanya       | 801,890   |
| 58      | National Portrait Gallery                                              | Canberra         | Austràlia     | 800,000   |
| 59      | National Gallery of Ireland                                            | Dublín           | Irlanda       | 782,469   |
| 60      | Ian Potter Centre                                                      | Melbourne        | Austràlia     | 768,886   |
| 61      | Art Gallery of Ontario                                                 | Toronto          | Canadà        | 766,000   |
| 62      | Österreichische Galerie Belvedere                                      | Viena            | Àustria       | 752,588   |
| 63      | Serpentine Gallery                                                     | Londres          | Regne Unit    | 734,353   |
| 64      | Institut Valencià d'Art Modern                                         | València         | País Valencià | 733,623   |
| 65      | Musée d'Art Moderne de la Ville de Paris                               | París            | França        | 707,391   |
| 66      | Museu d'Art Modern de San Francisco                                    | San Francisco    | Estats Units  | 703,520   |
| 67      | Museu d'Art del Comtat de Los Angeles                                  | Los Angeles      | Estats Units  | 695,545   |
| 68      | Museu d'Art Contemporani de Barcelona                                  | Barcelona        | Catalunya     | 686,176   |
| 69      | Musées royaux des Beaux-Arts de Belgique                               | Brussel·les      | Bèlgica       | 679,333   |
| 70      | Hirshhorn Museum and Sculpture Garden                                  | Washington, D.C. | Estats Units  | 668,125   |
| 71      | Museo Centrale del Risorgimento                                        | Roma             | Itàlia        | 641,625   |
| 72      | Palau Pitti                                                            | Florència        | Itàlia        | 640,320   |
| 73      | Nara National Museum (奈良国立博物館)                                  | Nara             | Japó          | 635,042   |
| 74      | Hermitage Amsterdam                                                    | Amsterdam        | Països Baixos | 630,000   |
| 75      | Museu Colecção Berardo                                                 | Lisboa           | Portugal      | 625,000   |
| 76      | Albertina                                                              | Viena            | Àustria       | 624,936   |
| 77      | Walker Art Center                                                      | Minneapolis      | Estats Units  | 610,371   |
| 78      | Moderna Museet                                                         | Estocolm         | Suècia        | 600,833   |
| 79      | Kunst- und Ausstellungshalle der Bundesrepublik Deutschland            | Bonn             | Alemanya      | 565,088   |
| 80      | Bristol City Museum and Art Gallery                                    | Bristol          | Regne Unit    | 564,504   |
| 81      | Palau Reial de Caserta                                                 | Caserta          | Itàlia        | 558,471   |
| 82      | Queensland Art Gallery                                                 | Brisbane         | Austràlia     | 552,445   |
| 83      | National Museum of Modern Art, Tokyo (東京国立近代美術館)              | Tòquio           | Japó          | 549,154   |
| 84      | Museum of Contemporary Art                                             | Sydney           | Austràlia     | 547,935   |
| 85      | National Gallery of Australia                                          | Canberra         | Austràlia     | 545,256   |
| 86      | Tate Liverpool                                                         | Liverpool        | Regne Unit    | 541,638   |
| 87      | Musée des beaux-arts de Montréal                                       | Montreal         | Canadà        | 540,035   |
| 88      | Gallery of Modern Art                                                  | Glasgow          | Regne Unit    | 536,916   |
| 89      | High Museum of Art                                                     | Atlanta          | Estats Units  | 535,000   |
| 90      | Altes Museum                                                           | Berlín           | Alemanya      | 531,000   |
| 91      | Museus Capitolins                                                      | Roma             | Itàlia        | 528,781   |
| 92      | Museu d'Art Modern de Moscou (Московский музей современного искусства) | Moscou           | Rússia        | 526,115   |
| 93      | Minneapolis Institute of Arts                                          | Minneapolis      | Estats Units  | 525,617   |
| 94      | Museo Nazionale del Cinema                                             | Torí             | Itàlia        | 523,000   |
| 95      | Museu Egipci de Torí                                                   | Torí             | Itàlia        | 521,335   |
| 96      | Galeria Borghese                                                       | Roma             | Itàlia        | 513,775   |
| 97      | Frederik Meijer Gardens and Sculpture Park                             | Grand Rapids     | Estats Units  | 504,488   |
| 98      | Basílica de Sant Marc                                                  | Venècia          | Itàlia        | 504,100   |
| 99      | Triennale                                                              | Milà             | Itàlia        | 501,837   |
| 100     | Museu de Belles Arts de Budapest                                       | Budapest         | Hongria       | 487,359   |